# If the World
«If the World» es una canción del grupo de hard rock estadounidense Guns N' Roses, pertenece a su sexto álbum de estudio Chinese Democracy, es la quinta canción en el tracklist. La canción fue escrita liricamente por el vocalista Axl Rose, el tecladista Chris Pitman, el guitarrista Buckethead aportaron muchas de las ideas musicales para el tema. 
Este tema aparece en la película "Body Of Lies" o "Red de Mentiras". Durante las giras de Guns N' Roses 2001-2014 fue tocada en vivo muy pocas ocasiones.

## Recepción
If the World posee críticas variadas por la prensa y los fanáticos. Se ha llegado a decir que no es digna de estar en un disco de Guns N' Roses, mientras que otras críticas valoran el rango vocal de Axl Rose en esta canción escuchando con buenos oídos la influencia de Buckethead en la guitarra. 

## Estilo musical
El estilo de esta canción se considera la experimentación de la fusión entre Soul, Electrónica, Rock sinfónico y Chill out entre otros.
- Datos: Q10534195